# Econaționalism
Econaționalismul (sau naționalismul ecologic) este un termen care descrie dorința de a elimina dependența de sursele străine de combustibil și energie prin promovarea surselor alternative de energie care pot fi create și păstrate în interiorul granițelor tării. Un exemplu este Brazilia, țară care a devenit complet independentă din punct de vedere energetic.
Conform lui J.Dawson, econaționalismul reprezintă apariția mișcărilor sociale care asociază problemele ce țin de protecția mediului cu preocupările naționaliste. În fosta Uniune Sovietică, cetățenii considerau degradarea mediului atât o eroare sistematică a socialismului, cât și un rezultat direct al politicilor Moscovei de a slăbi o anumită națiune prin distrugerea mediului natural și exploatarea resurselor. Activismul ecologic a contribuit puternic la mișcările lituaniene, estoniene și ucrainene de independență, în special poziția antinucleară. În 1985-1991, econaționalismul a reprezentat concomitent un simptom și un motiv pentru dezintegrarea Uniunii Sovietice.